# Nathalie Robert
Nathalie Robert (8 maggio 1977) è un'ex sciatrice alpina francese.

## Biografia
Specialista delle prove veloci originaria di Les Menuires, la Robert esordì in Coppa Europa il 18 dicembre 1996 a Haus in discesa libera (35ª) e conquistò un podio, il 7 gennaio 1998 a Tignes in supergigante (3ª); in Coppa del Mondo esordì il 18 gennaio 1998 ad Altenmarkt-Zauchensee in discesa libera (50ª), ottenne il miglior piazzamento il 27 novembre dello stesso anno a Lake Louise nella medesima specialità (30ª) e prese per l'ultima volta il via il 2 marzo 2002 a Lenzerheide ancora in discesa libera (39ª). Si ritirò durante la stagione 2002-2003 e la sua ultima gara fu la discesa libera di Coppa Europa disputata il 29 gennaio a Megève (31ª); non prese parte a rassegne olimpiche o iridate.

## Palmarès

### Coppa del Mondo
- Miglior piazzamento in classifica generale: 124ª nel 1999

### Coppa Europa
- 1 podio:
  - 1 terzo posto